# Cayo Largo do Sul

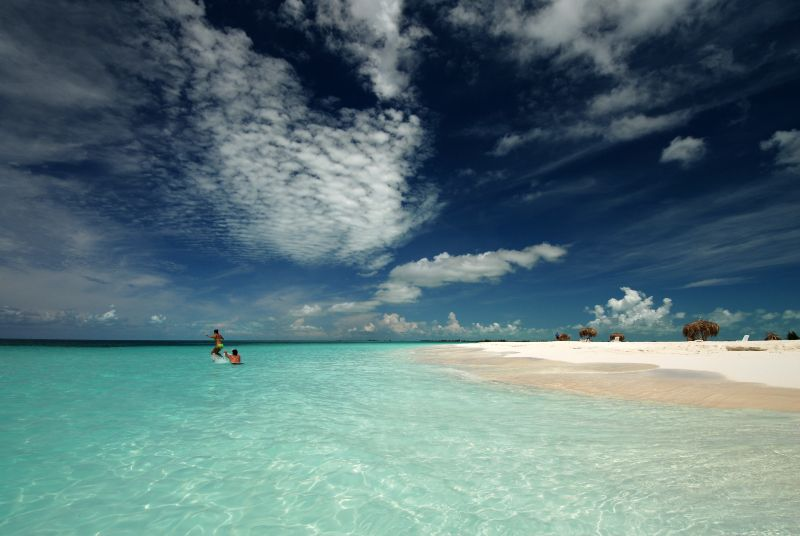
Cayo Largo do Sul, Arquipélago dos Canarreos, Cuba.

Cayo Largo do Sul, mais conhecido simplesmente como Cayo Largo, é uma pequena ilha situada no Mar do Caribe (português brasileiro) ou Mar das Caraíbas (português europeu), no extremo Leste do Arquipélago dos Canarreos. Encontra-se aproximadamente a 135 km de Nova Gerona (Ilha da Juventude). Tem uma superfície total de 37,5 km² e 25 km de longitude, quase na totalidade, de praia.
O nome tem por base a peculiaridade da sua forma alongada e devido às primeiras referências que aparecem em relatórios dos capitães generais da ilha no séc. XVII.

## História
Com a investigação demográfica da história dos povos das Américas, conseguiram demonstrar que os primeiros descobridores eram indígenas pré-colombianos dos séculos XIV e XV. Por causa da posição estratégica, este ilhéu tem um certo apelo histórico.

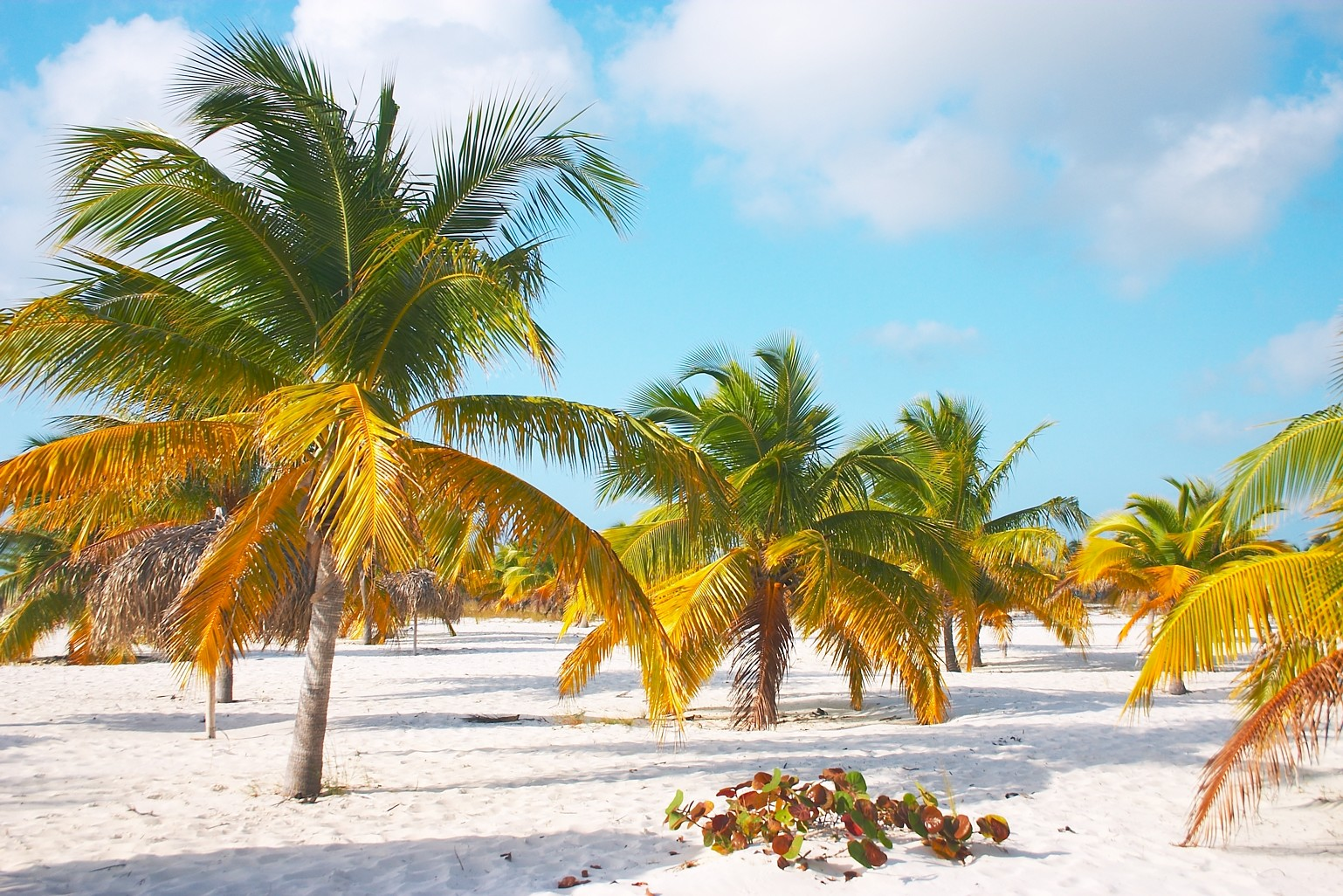
Praia Sirenas.

```
[
3
]
"Foi local de 
passagem dos mais conhecidos piratas e corsários
 dos mares e também de 
Cristóvão Colombo
 quando estava a caminho da Ilha de San Juan. Ainda assim, até ao desenvolvimento turístico dos anos 80, não havia um assentamento permanente,(...)."
```

Cristóvão Colombo avistou a ilha na sua segunda viagem em 1494. Acredita-se que o navegante inglês Sir Francis Drake pode ter chegado à ilha durante a sua viagem pelo mundo, já que muitos piratas a usaram como base durante a época.
Em novembro de 2001, a ilha viu-se afetada quase inteiramente pela passagem do Furacão Michelle.
As praias virgens, a solidão e a privacidade sobre-acolhedora fazem com que o turismo seja a única atividade económica do pequeno ilhote contornado por recifes de coral. Hoje em dia, Cayo Largo dispõe de uma confortável e moderna infraestrutura hoteleira, entre outras facilidades inseridas em um entorno natural onde o homem se conseguiu harmonizar, perfeitamente, com o ecossistema.